# Francisco Nicolás Veza Fragoso
Francisco Nicolás Veza Fragoso, més conegut com a Paqui (Alacant, 6 de desembre de 1972) és un futbolista valencià, ja retirat, que jugava com a migcampista.

## Trajectòria
Comença a destacar a les files del FC Barcelona B a finals de la dècada dels 80. La temporada lliga 90/91 és enviat al CD Tenerife. Eixe any només apareix en vuit partits, però la seua aportació va de menys a més. La temporada 91/92 hi juga 15 partits i a la següent ja són 24. Acaba la seua etapa a l'illa sent titular.
L'estiu de 1995 fitxa pel Reial Saragossa, on només hi estarà la 95/96 amb unes xifres de caràcter mitjà. A l'any següent recala a l'Hèrcules CF, jugant si fa no fa el mateix nombre de minuts, al voltant dels 20 partits.
Per començar la temporada 97/98 retorna a les Canàries, però en aquest cas a la UD Las Palmas, que estava a la Segona Divisió. Al club insular ja torna a la titularitat, tant en els tres anys que hi roman a la categoria d'argent com els següents dos a la primera divisió.
Després d'una roïna experiència al CA Osasuna, on només hi juga cinc partits, retorna a la UD Las Palmas per disputar deu partits abans de penjar les botes el 2004.

### Clubs
- 89/90 FC Barcelona B
- 90/95 Tenerife (1a) 147/0
- 95/96 Real Zaragoza (1a) 26/0
- 96/97 Hèrcules (1a) 21/0
- 97/00 Las Palmas (2a) 101/4
- 00/02 Las Palmas (1a) 69/2
- 02/03 Osasuna (1a) 5/0
- 03/04 Las Palmas (2a) 10/0

## Palmarès
Va ser medalla d'or als Jocs Olímpics de Barcelona 1992 amb la selecció espanyola.

## Anecdotari
- Dues penyes futbolístiques, una a Las Palmas i l'altra a Pamplona, porten el seu nom.
- Va aparèixer al curtmetratge Ante todo... respeto, de Luis Alberto Serrano.
- A Alacant se li va retre en homenatge la Glorieta Deportista Paqui Veza.